# 2014年安達德克士餐廳爆炸案
2014年安達德克士餐廳爆炸案是一起發生於2014年6月8日的爆炸案。該案件發生於一家位於中華人民共和國黑龍江省安達市正陽四道街的德克士餐廳。在警方疏散餐廳內人員時，兩名警員被炸傷。中華人民共和國黑龍江警方稱該案係「敲詐勒索案」。另據報道，警方事前曾經被恐嚇。

## 來源
1. ↑  . BBC.   [2014-06-09]. （原始内容存档于2019-09-12）.
2. ↑  . BBC.   [2014-06-09]. （原始内容存档于2014-06-09）.